# Dəlləkoba
Dəlləkoba è un comune dell'Azerbaigian situato nel distretto di Masallı. Conta una popolazione di 1 331 abitanti.